# Лыжные гонки на зимних Олимпийских играх 2010 — командный спринт (женщины)
Соревнования по командному спринту свободным стилем в лыжных гонках среди женщин на зимних Олимпийских играх 2010 года прошли 22 февраля. В соревнованиях приняли участие 36 лыжниц из 18 стран (18 команд по 2 лыжницы).
Все гонки состоялись в Олимпийском парке Уистлера. С 10:15 до 11:45 по местному времени (UTC-8) прошли полуфиналы, а с 12:30 до 13:15 финал.

## Медалисты
| Золото                                           | Серебро                           | Бронза                                      |
| Германия · Эви Захенбахер-Штеле · Клаудия Нюстад | Швеция · Шарлотт Калла · Анна Хог | Россия · Ирина Хазова · Наталья Коростелёва |

## Результаты

### Полуфиналы
Голубым отмечены команды, вошедшие в тройку лучших в каждом из полуфиналов и напрямую попавшие в финал, зелёным отмечены 4 команды, попавшие в финал по лучшему времени
| Место | Команда                                        | Время   |
| ----- | ---------------------------------------------- | ------- |
| 1     | Швеция · Шарлотт Калла, Анна Хог               | 18:35,9 |
| 2     | Норвегия · Астрид Якобсен, Селин Брюн-Ли       | 18:47,2 |
| 3     | США · Кэйтлин Комптон, Киккан Рэндалл          | 18:48,9 |
| 4     | Канада · Дарья Гаязова, Сара Реннер            | 18:54,9 |
| 5     | Словения · Катя Вишнар, Весна Фабьян           | 18:58,9 |
| 6     | Казахстан · Оксана Яцкая, Елена Коломина       | 19:33,6 |
| 7     | Беларусь · Екатерина Рудакова, Ольга Василёнок | 19:52,3 |
| 8     | Эстония · Трийн Оясте, Кайя Удрас              | 20:02,2 |
| 9     | Китай · Мань Даньдань, Ли Хунсюэ               | 20:02,7 |

| Место | Команда                                          | Время   |
| ----- | ------------------------------------------------ | ------- |
| 1     | Франция · Карин Лорен Филиппо, Лор Бартелеми     | 18:42,2 |
| 2     | Италия · Магда Дженуин, Арианна Фоллис           | 18:43,0 |
| 3     | Германия · Эви Захенбахер-Штеле, Клаудия Нюстад  | 18:43,5 |
| 4     | Россия · Наталья Коростелёва, Ирина Хазова       | 18:48,0 |
| 5     | Финляндия · Рийтта-Лийса Ропонен, Рийкка Сарасоя | 18:53,8 |
| 6     | Япония · Нобуко Фукуда, Мадока Нацуми            | 19:51,7 |
| 7     | Украина · Екатерина Григоренко, Марина Анцибор   | 19:55,6 |
| 8     | Швейцария · Беттина Грубер, Сильвана Бухер       | 20:04,6 |
| —     | Польша · Корнелия Марек, Сильвия Яськовец        | DSQ     |

### Финал
| Место | Команда                                          | Время   | Отставание |
| ----- | ------------------------------------------------ | ------- | ---------- |
| 1     | Германия · Эви Захенбахер-Штеле, Клаудия Нюстад  | 18:03,7 | 0,0        |
| 2     | Швеция · Шарлотт Калла, Анна Хог                 | 18:04,3 | +0,6       |
| 3     | Россия · Ирина Хазова, Наталья Коростелёва       | 18:07,7 | +4,0       |
| 4     | Италия · Магда Дженуин, Арианна Фоллис           | 18:14,2 | +10,5      |
| 5     | Норвегия · Астрид Якобсен, Селин Брюн-Ли         | 18:32,8 | +29,1      |
| 6     | США · Кэйтлин Комптон, Киккан Рэндалл            | 18:51,6 | +47,9      |
| 7     | Канада · Дарья Гаязова, Сара Реннер              | 18:51,8 | +48,1      |
| 8     | Финляндия · Рийтта-Лийса Ропонен, Рийкка Сарасоя | 18:56,6 | +52,9      |
| 9     | Франция · Карин Лоран Филиппо, Лор Бартелеми     | 19:08,2 | +1:00,5    |
| —     | Польша · Корнелия Марек, Сильвия Яськовец        | DSQ     |            |